# Ubisoft Montreal
Ubisoft Montreal ist ein Entwicklungsstudio für Videospiele in Montreal, Kanada. Es gehört dem französischen Spielepublisher Ubisoft und ist mit über 4.000 Mitarbeitern eines der größten Studios weltweit. Es handelt sich um einen von Ubisofts Entwicklungsstandorten und war unter anderem federführend bei der Entwicklung von Titeln der Spielereihen Rainbow Six, Splinter Cell, Prince of Persia, Assassin’s Creed, Far Cry und Watch Dogs.

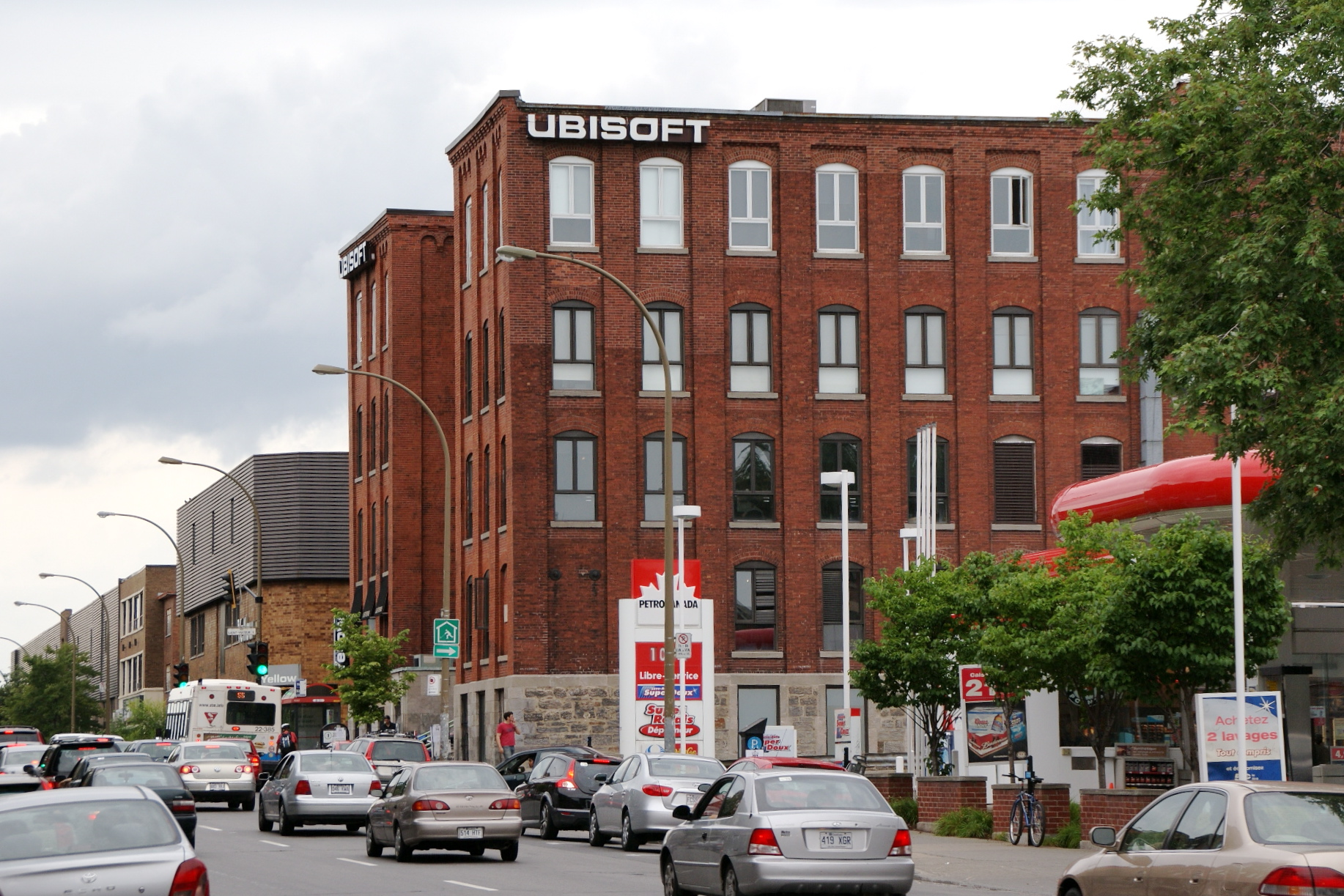
Das Hauptquartier des Studios in Montreal

## Geschichte
Das Studio wurde im Jahr 1997 mit Hilfe staatlicher Subventionen eröffnet. Ubisoft war von einem lokalen Wirtschaftsberater und Lobbyisten, Sylvain Vaugeois, kontaktiert worden, ob sie im Gegenzug gegen Subventionen einen Standort eröffnen würden. Diesen sogenannten Plan Mercure, mit dem die Schwäche der bislang vorherrschenden Textilindustrie und des Verarbeitenden Gewerbes durch zukunftsträchtige Branchen kompensiert werden sollte, hatte Vaugeois zuvor bereits der lokalen Regierung vorgeschlagen, hatte jedoch eine Abfuhr erhalten. Auch mit Ubisoft als erstem Interessenten sträubte sich die Regierung zunächst gegen Subventionen. Erst als andere Standorte um die Ansiedlung des neuen Ubisoft-Studios buhlten und der Vorgang durch die lokale Presse öffentlich wurde, gab die Regierung nach. Sie gewährte zwar nicht wie von Vaugeois ursprünglich gefordert Vorabprämien für jeden geschaffenen Arbeitsplatz, dafür aber erhebliche Steuervorteile. Ubisoft entschied sich daher für den Standort Montreal und legte damit einen Grundstein für die Transformation Montreals zu einem der bedeutendsten Entwicklungsstandorte für Computerspiele weltweit, als sich in Folge der anhalten Steuersubvention weitere Spieleentwickler in Montreal ansiedelten.
Ubisoft gab die großteils französischsprachige Bevölkerung und die Nähe zu den englischsprachigen Vereinigten Staaten als mit ausschlaggebende Gründe für den Standort an. Etwa die Hälfte des zunächst 50-köpfigen Teams kam aus Frankreich, die andere Hälfte wurde mit zumeist unerfahrenen, branchenfremden Quereinsteigern besetzt. Martin Tremblay stieß 1999 als ausführender Vizepräsident der Firma hinzu und wurde ein Jahr später zum Leiter des operativen Geschäftsbereiches (engl. Chief Operating Officer, kurz COO) befördert.
Anfangs entwickelte das Studio vor allem Spiele für Kinder wie Donald Duck: Goin’ Quackers und solche, die auf Playmobil-Spielzeug basierten. Die erste eigene Entwicklung war das Rennspiel Speed Busters. 1999 wurde Ubisofts New Yorker Entwicklungseinheit nach Montreal verlegt, als deren Arbeiten unter dem Titel The Drift, das zeitweise als James-Bond-Spiel gepitcht wurde, keine entscheidenden Fortschritte machten. Durch die Übernahme von Red Storm Entertainment im Jahr 2000 erwarb Ubisoft gleichzeitig die Lizenzrechte zu Spielen basierend auf den Romanen von Tom Clancy. Dies gab dem Drift-Team eine neue Möglichkeit, Teile ihres Konzepts in einem neuen Titel zu verwirklichen. Noch im selben Jahr begann das Studio mit den Arbeiten am Spiel Tom Clancy’s Splinter Cell. Als das Spiel im November 2002 erschien, wurde es von allen Seiten gelobt. IGN nannte das Spiel „den besten Titel auf der Xbox dieses Jahr“ und prophezeite in einer Rezension, dass Ubisoft Montreal durch dieses Spiel bekannt werden würde.
2001 erwarb Ubisoft über die Gores Technology Group auch die Computerspiel-Sparte von The Learning Company mit u. a. den Namensrechten an Prince of Persia. Unter Leitung des Produzenten Yannis Mallat und des Creative Directors Patrice Désilets bemühte sich das Team um eine Wiederbelebung der bei Brøderbund mit Prince of Persia 3D zuletzt gefloppten Marke. Ein Ausgangspunkt für Prince of Persia: The Sands of Time war Desilets’ Frustration mit den Game-over-Momenten im Spiel Donald Duck: Goin’ Quackers. Statt einen Level erneut zu spielen, wünschte er sich einfach die Zeit einige Sekunden zurückzudrehen. Dies wurde zur Grundmechanik, um die sich das Spielkonzept entwickelte. Hinzu kam ein akrobatische Bewegungskonzept. Dem Team gelang es mit seiner Idee, die Zustimmung von Serienschöpfer Jordan Mechner, der noch immer einen Anteil der Markenrechte hielt, zu erlangen. Das Spiel wurde mit Hilfe der Engine von Beyond Good & Evil entwickelt und wurde mit 14 Millionen verkauften Exemplaren sowie mehreren Branchenauszeichnungen zu einem sensationellen Überraschungserfolg.
2004 beschloss Ubisoft mit dem Generationenwechsel zur PlayStation 3 und Xbox 360 seinen Schwerpunkt auf Spiele mit einer offenen Spielwelt zu legen. Unter kreativer Leitung von Clint Hocking entwickelte Ubisoft Montreal mit Far Cry 2, das 2008 erschien, einen Nachfolger zu Cryteks Erstlingswerk, der in einem fiktiven afrikanischen Szenario spielte. Dieses Spiel erntete zunächst noch Kritik für die geringe Ausgestaltung seiner offenen Welt, doch mit einem neuen Kreativteam wurden viele dieser Punkte 2012 in Far Cry 3 behoben. Auch Prince of Persia sollte sich in die neue Designrichtung entwickeln. Desilets Team entwickelte ein Konzept mit dem Arbeitstitel Prince of Persia: Assassins, doch der rauere, realistischere Ton rund um die mittelalterlichen Attentäter ließ es unpassend für das eher märchenhafte Franchise wirken. Daher wurde es abgekoppelt und als eigenes Franchise unter dem neuen Titel Assassin’s Creed weiterentwickelt. Ebenso wie Far Cry 2 hatte es noch mit der Ausgestaltung seiner offenen Spielwelt zu kämpfen, konnte aber ebenfalls mit der Nachfolger-Trilogie zu Assassin’s Creed 2 inhaltlich überzeugen.
Im Jahr 2005 gab die Regierung von Québec Ubisoft fünf Millionen kanadische Dollar, um zu expandieren. Dieser Betrag wurde später auf 19 Millionen erhöht und es wurden Pläne veröffentlicht, die 1.400 zusätzliche Anstellungen bis 2013 vorsahen, um Ubisoft Montreal zum weltgrößten Entwicklungsstudio zu machen. Noch im gleichen Jahr erhielt Ubisoft die Gelegenheit zur vertraglichen Übernahme sämtlicher Mitarbeiter des ebenfalls in Montreal aktiven Entwicklungsstudios Microïds Canada. Ein Team aus fünfzig Entwicklern. Die angeschlagene Muttergesellschaft MC2-Microïds in Paris löste ihr Entwicklungsstudio und die Tochtergesellschaft in Kanada auf. Lizenzen und Rechte an den dort entwickelten Spielen waren in der Vereinbarung nicht enthalten.
Während seiner Zeit als COO war Martin Tremblay ein überzeugter Vertreter der so genannten non-compete clause, die es nach Beendigung eines Arbeitsverhältnisses verbietet, bei einem Konkurrenten zu arbeiten. Das geschah als Reaktion auf die Neueröffnung von EA Montreal im März 2004 und einem Vorfall, bei dem EA mehrere Ubisoft-Montreal-Mitarbeiter abwarb. Ironischerweise hinderte genau diese Klausel Tremblay daran, die Stelle als Präsident der Worldwide Studios bei Vivendi Games anzunehmen, nachdem er Ubisoft 2006 verlassen hatte. Nach Tremblays Abgang wurde Yannis Mallat zum CEO ernannt und übernahm dabei auch die vakante Rolle des COO.
2013 übernahm Ubisoft von seinem insolventen Konkurrenten THQ das von Ex-Mitarbeiter Patrice Désilets geleitete Entwicklerteam in Montreal und gliederte es in Ubisoft Montreal ein.
2020 wurde der gesamte Ubisoft-Konzern von Vorwürfe sexuellen Fehlverhaltens durch Führungskräfte weltweit und der inkonsequenten Ahndung solcher Vorfälle erschüttert, darunter auch im Verantwortungsbereich von Ubisoft Montreal. Yannis Mallat gab in diesem Zusammenhang zum Juli seine Position als Geschäftsführer in Montreal auf. Er wurde ersetzt durch Christophe Derennes.

## Entwickelte Spiele

### Assassin’s-Creed-Reihe
| Jahr | Titel                                 | Verkaufsstart |
| ---- | ------------------------------------- | ------------- |
| 2007 | Assassin’s Creed                      | 14. Nov. 2007 |
| 2008 | Assassin’s Creed: Altaïr’s Chronicles | 5. Feb. 2008  |
| 2009 | Assassin’s Creed: Bloodlines          | 17. Nov. 2009 |
| 2009 | Assassin’s Creed II                   | 17. Nov. 2009 |
| 2009 | Assassin’s Creed II: Discovery        | 5. Feb. 2009  |
| 2010 | Assassin’s Creed: Brotherhood         | 16. Nov. 2010 |
| 2011 | Assassin’s Creed: Revelations         | 15. Nov. 2011 |
| 2012 | Assassin’s Creed III                  | 31. Okt. 2012 |
| 2013 | Assassin’s Creed IV: Black Flag       | 29. Okt. 2013 |
| 2014 | Assassin’s Creed Unity                | 11. Nov. 2014 |
| 2014 | Assassin’s Creed Rogue                | 11. Nov. 2014 |
| 2017 | Assassin’s Creed Origins              | 27. Okt. 2017 |
| 2020 | Assassin’s Creed Valhalla             | 10. Nov. 2020 |

### Tom-Clancy’s-Rainbow-Six-Reihe
| Jahr | Titel                               | Verkaufsstart |
| ---- | ----------------------------------- | ------------- |
| 2003 | Rainbow Six 3: Raven Shield         | 21. März 2003 |
| 2006 | Tom Clancy’s Rainbow Six: Vegas     | 1. Dez. 2006  |
| 2008 | Tom Clancy’s Rainbow Six: Vegas 2   | 18. März 2008 |
| 2015 | Tom Clancy’s Rainbow Six Siege      | 1. Dez. 2015  |
| 2022 | Tom Clancy’s Rainbow Six Extraction | 20. Jan. 2022 |

### Tom-Clancy’s-Splinter-Cell-Reihe
| Jahr | Titel                                        | Verkaufsstart |
| ---- | -------------------------------------------- | ------------- |
| 2002 | Tom Clancy’s Splinter Cell                   | 18. Nov. 2002 |
| 2004 | Tom Clancy’s Splinter Cell: Pandora Tomorrow | 23. März 2004 |
| 2005 | Tom Clancy’s Splinter Cell: Chaos Theory     | 23. März 2005 |
| 2006 | Tom Clancy’s Splinter Cell: Essentials       | 7. Apr. 2006  |
| 2006 | Tom Clancy’s Splinter Cell: Double Agent     | 10. Nov. 2006 |
| 2010 | Tom Clancy’s Splinter Cell: Conviction       | 15. Apr. 2010 |
| 2013 | Tom Clancy’s Splinter Cell: Blacklist        | 22. Aug. 2013 |

### Far-Cry-Reihe
| Jahr | Titel                        | Verkaufsstart |
| ---- | ---------------------------- | ------------- |
| 2005 | Far Cry Instincts            | 30. Sep. 2005 |
| 2004 | Far Cry Instincts: Evolution | 27. März 2006 |
| 2006 | Far Cry Instincts: Predator  | 27. März 2006 |
| 2006 | Far Cry Vengeance            | 8. Dez. 2006  |
| 2008 | Far Cry 2                    | 21. Okt. 2008 |
| 2012 | Far Cry 3                    | 29. Nov. 2012 |
| 2013 | Far Cry 3: Blood Dragon      | 30. Apr. 2013 |
| 2014 | Far Cry 4                    | 18. Nov. 2014 |
| 2016 | Far Cry Primal               | 23. Feb. 2016 |
| 2018 | Far Cry 5                    | 27. März 2018 |
| 2019 | Far Cry New Dawn             | 15. Feb. 2019 |
| 2021 | Far Cry 6                    | 7. Okt. 2021  |

### Prince-of-Persia-Reihe
| Jahr | Titel                               | Verkaufsstart |
| ---- | ----------------------------------- | ------------- |
| 2003 | Prince of Persia: The Sands of Time | 11. Nov. 2003 |
| 2004 | Prince of Persia: Warrior Within    | 30. Nov. 2004 |
| 2005 | Prince of Persia: The Two Thrones   | 30. Nov. 2005 |
| 2008 | Prince of Persia                    | 4. Dez. 2008  |

### Watch-Dogs-Reihe
| Jahr | Titel              | Verkaufsstart |
| ---- | ------------------ | ------------- |
| 2014 | Watch Dogs         | 27. Mai 2014  |
| 2016 | Watch Dogs 2       | 15. Nov. 2016 |
| 2020 | Watch Dogs: Legion | 29. Okt. 2020 |

### Weitere Spiele
- Speed Busters (1999)
- Tonic Trouble (1999; PC, N64)
- Batman: Rise of Sin Tzu (2003; GC, PS2, Xbox)
- Myst IV: Revelation (2004; PC, Xbox)
- Peter Jackson’s King Kong: Das offizielle Spiel zum Film (2005; Xbox 360)
- Naruto: Rise Of A Ninja (2007; Xbox 360)
- Lost: Via Domus (2008; PC, Xbox 360, PS3)
- Shaun White Snowboarding (2008; PC, PS3, PSP, DS, Xbox 360, Wii)
- James Cameron’s Avatar: Das Spiel (2009; PS3, Xbox 360, PC, Wii, PSP)
- Child of Light (2014; PC, PS4, Xbox One, PS3, Xbox 360, Wii U, PS Vita)
- Eagle Flight (2015; PC, PS4)
- For Honor (2017; PC, PS4, Xbox One)